# Elena Lilik
Elena Lilik   (Weimar, 14 de setembre de 1998) és una caiaquista alemanya d'eslàlom que ha competit a nivell internacional des de 2014.

## Trajectòria
Lilik ha guanyat sis medalles als Campionats del Món de piragüisme d'eslàlom amb dos ors (C1: 2021, K1 equip: 2022), tres d'argent (K1: 2021, Caiac cross: 2021, C1 equip: 2022) i un bronze (K1: 2022).
Ha guanyat també set medalles (1-2-4) als Campionats d'Europa, incloses dues medalles de plata a les proves per equips C1 i K1 al Campionat d'Europa de 2019 a Pau, dues medalles de bronze a la prova C1 el 2018 i 2021 i una d'or i dues de bronze als Jocs Europeus de Cracòvia de 2023.
La seva germana Emily Apel també és piragüista d'eslàlom i el seu pare Thomas Apel és entrenador de la selecció alemanya.